# Síndrome de Meckel-Gruber
A síndrome de Meckel-Gruber (também conhecida como Síndrome de Meckel, Síndrome de Gruber, Dysencephalia Splanchnocystica) é uma desordem genética , uma doença rara e letal,  ciliopática, caracterizada por displasia renal cística, malformações do sistema nervoso, polidactilia, defeitos de desenvolvimento hepático, e hipoplasia pulmonar, devido ao oligoidrâmnio. Nesta síndrome, o feto tem o sistema nervoso e o fígado bem comprometidos, fenda labio-palatina, anomalias nasais, língua lobulada, fenda de epiglote, dentes no período neonatal, o coração tem defeitos atriais ou ventriculares, estenose da válvula aórtica, dentre outras má formações. A síndrome de Meckel-Gruber recebe este nome em alusão a Johann Meckel e Georg Gruber.
O feto tem expectativa de vida muito curta decorrente a tantos problemas de saúde

## Julgado favorável a interrupção da gestação
Em 2007 o STJ através do julgamento favorável pelo ministro Raphael de Barros Monteiro Filho, autorizou uma gestante do estado do Rio Grande do Sul a interromper a gestação por atestar através de laudos médicos que o feto possuía a síndrome de Meckel-Gruber, desta forma trazendo riscos de saúde e morte, inclusive para a própria gestante. Hoje no Brasil há um julgado do STF de 2012 que autoriza mulheres com gestação de fetos anencéfalos a realizarem a interrupção, sem a necessidade de autorização judicial. É possível que em breve se retome essa discussão pelos magistrados, expandindo a decisão para outras patologias em fetos.